# Onthophilus wenzeli
Onthophilus wenzeli är en skalbaggsart som beskrevs av Helava 1978. Onthophilus wenzeli ingår i släktet Onthophilus och familjen stumpbaggar. Inga underarter finns listade i Catalogue of Life.